# Клостерс
Клостерс (нім. Klosters) — громада  в Швейцарії в кантоні Граубюнден, регіон Преттігау/Давос.

## Географія
Громада розташована на відстані близько 185 км на схід від Берна, 28 км на схід від Кура.
Клостерс має площу 219,8 км², з яких на 1,6% дозволяється будівництво (житлове та будівництво доріг), 24,7% використовуються в сільськогосподарських цілях, 19,5% зайнято лісами, 54,2% не є продуктивними (річки, льодовики або гори).

## Демографія
2019 року в громаді мешкало 4431 особа (-4,7% порівняно з 2010 роком), іноземців було 20,3%. Густота населення становила 20 осіб/км².
За віковим діапазоном населення розподілялося таким чином: 15,4% — особи молодші 20 років, 57,5% — особи у віці 20—64 років, 27,2% — особи у віці 65 років та старші. Було 2163 помешкань (у середньому 2 особи в помешканні).
Із загальної кількості 2333 працюючих 188 було зайнятих в первинному секторі, 567 — в обробній промисловості, 1578 — в галузі послуг.